# Németh Lajos (labdarúgó, 1948)
Németh Lajos (1948. január 25. –) labdarúgó, középpályás.

## Pályafutása
1967 és 1975 között a Haladás labdarúgója volt. Az élvonalban 1967. május 14-én mutatkozott be a Pécsi Dózsa ellen, ahol csapata 3–1-es vereséget szenvedett. Tagja volt az 1975-ös magyar kupa-döntős csapatnak. Az élvonalban összesen 136 mérkőzésen lépett pályára és egy gólt szerzett.

## Sikerei, díjai
- Magyar kupa (MNK)
  - döntős: 1975